# Брамсон, Леонтий Моисеевич
Леонтий Моисеевич Брамсон (17 [29] апреля 1869, Ковно, Российская империя — 2 марта 1941, Марсель, Франция) — российский политический и общественный деятель, публицист, адвокат. Депутат Государственной думы I созыва от Ковенской губернии. Организатор еврейских организаций ОРТ.

## Биография
Родился в Ковно 17 (29) апреля 1869 года в семье купца иудейского вероисповедания Моисея Боруховича (Борисовича) Брамсона (1845—?), уроженца Сувалок, и Леи-Гуты Янкелевны (Яковлевны) Брамсон (урождённой Гурвич, 1846—1933), уроженки Ломжи. В 1886 окончил Ковенскую гимназию, в 1891 (или 1890) — юридический факультет Московского университета. Поселился в Санкт-Петербурге.
Со студенческих лет выступал как публицист и общественный деятель, статистик. Автор работ и исследований по вопросам просвещения и эмансипации еврейского народа, по истории еврейского движения в России. Организовал перепись еврейского населения России. Член редакции газеты и журнала «Восход», где работал в 1891—1906 годах. В июле 1894 года сопровождал американского раввина-реформатора Иосифа Краускопфа в его поездке в Ясную Поляну в Льву Толстому. С 1890-х по 1906 год — помощник присяжного поверенного, в 1906—1916 годах — присяжный поверенный при Санкт-Петербургской судебной палате.
Член Санкт-Петербургского комитета грамотности, Комиссии грамотности при Русском техническом обществе. В 1893 участвовал в составлении «Систематического указателя литературы о евреях на русском языке» (о евреях в России). В 1894—1895 участвовал в работе (трудах бывшего) Комитета грамотности при Вольном экономическом обществе. В 1894—1899 заведовал в Санкт-Петербурге еврейскими училищами Общества для распространения просвещения между евреями в России (Санкт-Петербург), инспектор школ этого общества. В конце 1890-х в черте еврейской оседлости организовывал учебные заведения и кооперативно-кредитные учреждения. В 1899—1906 делопроизводитель, в 1899—1905 генеральный (главный) секретарь Центрального комитета (при Санкт-Петербургском центральном комитете) Еврейского колонизационного общества; заведующий его делами, член многих комиссий.
С 1903 по 1904 активный член Союза освобождения (примыкал к его левому крылу), в 1905 – Центрального бюро Союза союзов. Входил в последнюю организацию как представитель «Союза для достижения полноправия еврейского народа». С 1904 деятель Общества ремесленного и земледельческого труда среди евреев в России, с 1911 исполнительный директор, в 1912 делопроизводитель и член совета, в 1916 товарищ председателя этого общества. С 1905 (времени основания) один из секретарей «Союза для достижения полноправия еврейского народа в России». 30 марта 1905 вошёл в бюро Еврейского клуба литераторов и журналистов (вместе с А. И. Браудо, В. Е. Жаботинским, Г. Б. Слиозбергом).
Был избран 26 марта 1906 года в Государственную думу I созыва от общего состава выборщиков Ковенского губернского избирательного собрания, избран блоком евреев-горожан и литовцев-крестьян. С 1906 член Санкт-Петербургского комитета трудовиков, затем – юридической комиссии народнических групп. Один из организаторов и идеологов Трудовой группы в I Государственной Думе, автор программных документов группы, в 1907 член её юридической комиссии (при ЦК), затем ЦК. Входил в думскую комиссию «33-х» для разработки законов о гражданском равенстве, член комиссии о неприкосновенности личности. Жил по адресу: Офицерская, д. 52. За подписание Выборгского воззвания отбывал трёхмесячное заключение в крепости, лишён права быть избранным.
Сотрудничал в журналах «Исход» (1906—1907, член редакции), «Новый путь» (1911), «Северные записки». Один из первых историографов Трудовой группы. Писал также под псевдонимом «Я. Танин». Как член ЦК Трудовой группы активно участвовал в работе трудовой фракции во Государственных Думах II, III и IV созывов.
В 1908—1916 году присяжный стряпчий при коммерческом суде в Санкт-Петербурге. Сотрудничал в «Энциклопедическом словаре» Брокгауза и Ефрона. Во время Первой мировой войны занимался организацией помощи еврейским беженцам.
После Февральской революции 1917 года уклонился от ответственных постов в правительстве (в том числе от поста товарища министра юстиции), работал в Центральном бюро Совета рабочих и солдатских депутатов. 3 марта 1917 вошёл в Комиссию законодательных предположений в составе Исполкома Петроградского совета; также член финансовой комиссии. В мае 1917 вошёл в Особое правительственное совещание для подготовки проекта положения о выборах в Учредительное собрание от совета рабочих и солдатских депутатов, член центрального бюро Советов. Вместе с Г. Б. Слиозбергом разработал для Временного правительства закон о политическом равноправии всех народностей России.
В июне 1917 член Президиума 6 Всероссийского съезда трудовой группы, участник 1 Всероссийского съезда Трудовой народно-социалистической партии, где делал доклад и был избран членом Центрального комитета от Петрограда. В июне (июле) 1917 вступил в Трудовую народно-социалистическую партию, вошёл в состав ЦК партии от трудовой группы, представитель партии в Исполкоме (Центральном бюро Исполкома) Петроградского совета рабочих и солдатских депутатов; на I Всероссийском съезде Советов рабочих и солдатских депутатов делал доклад о созыве Учредительного собрания, вошёл во ВЦИК Советов. Вице-президент (товарищ председателя) Комиссии по созыву Учредительного собрания (Всероссийской комиссии по выборам в Учредительное собрание, член последней с 1 августа 1917). 12—15 августа 1917 участник Государственного совещания. В сентябре 1917 на 2 Всероссийском съезде Трудовой народно-социалистической партии (Москва) избран председателем избирательной комиссии. В Петроградском совете член отделов: финансов, юридического, по выборам в Учредительное собрание. Председатель Комиссии Петроградского совета рабочих и солдатских депутатов по подготовке выборов в Учредительное собрание. В 1917—1918 член редакции «Народного слова» (затем неоднократно меняла название).
После Октябрьской революции 1917 участвовал в работе Союза защиты Родины и свободы, Союза возрождения. 16(17) декабря 1917 на заседании Петроградского комитета Союза защиты Учредительного собрания арестован ВЧК, помещён в Трубецкой бастион (Екатерининскую куртину) Петропавловской крепости, 18 декабря 1917 посажен в одиночную камеру. Содержался в крепости до 20 января 1918. Осуждён Петроградским военно-революционным трибуналом по обвинению в участии в «контрреволюционной» газете «Революционный набат» и в «присвоении народных денег» в период руководства финансовым отделом Совета рабочих и солдатских депутатов 1 созыва. На суде обвинил большевиков в насильственном захвате власти и в попытках сорвать Учредительное собрание. Трибунал признал факт присвоения им денег недоказанным, но за участие вместе с И. Г. Церетели в издании газеты «Революционный набат» приговорил его «к общественному порицанию и презрению». Затем освобождён. С апреля 1918 участвовал в собраниях общества «Культура и свобода». В июле 1918 председательствовал на первом заседании Фонда имени В. Г. Короленко, затем товарищ председателя комитета этого общества.
В 1920 выехал в Западную Европу для участия в работе Общества распространения технических знаний и ремесленного труда среди евреев (ремесленного труда), один из основателей, в 1921 товарищ председателя (совета) и председатель Центральной исполнительной комиссии (президент Центрального правления). По другим сведениям[каким?] — в 1918 эмигрировал во Францию. Член ЦК еврейского Общества ремесленного и земледельческого труда, которое занималось трудоустройством евреев, возродил деятельность этой организации за границей. С целью сбора средств для Общества ремесленного труда совершил ряд поездок по странам Европы, Америки и Африки; посетил Индию, Австралию. С мая 1920 член Заграничного комитета и Исполнительного бюро Трудовой народно-социалистической партии. В 1921 стал основателем в Берлине Всемирного союза ОРТ, с 1923 до кончины его председатель (руководитель Центрального правления). 8 июля 1923 провёл заседание указанного общества в Данциге.
В 1923 сотрудничал со Всемирной еврейской конференцией помощи, был связан с сионистскими организациями; член Общества друзей еврейской культуры, выступал с докладами на его заседаниях. В 1924—1938 член Совета American Joint Reconstruction Foundation (Американского еврейского фонда реконструкции). В 1925 член Совета Союза еврейских эмиграционных обществ. С ноября 1925 выступал с докладами, а в 1928 председательствовал в клубе «Шолом Алейхем» в Берлине. С 1926 руководил Объединённым комитетом помощи ОРТ — Общества здравоохранения евреев со штаб-квартирой в Париже. В 1927 участвовал в праздновании Татьяниного дня в Берлине. В 1929—1930 выступал с докладами в Берлине в Союзе русских евреев. В 1930 член Союза русской присяжной адвокатуры в Германии. До переезда в конце 1920-х в Париж возглавлял Берлинскую группу Трудовой народно-социалистической партии. До кончины член Заграничного комитета указанной партии, но отошёл от активного участия в партийно-политической жизни. Жил  в пригороде Берлина — Вильмерсдорф. Член Союза еврейских культурных обществ во Франции. В 1932 участвовал в открытии в Париже профессиональных курсов. В 1934 гость на международной конференции Общества здравоохранения евреев. После посещения в 1934 Палестины отошёл от прежних антисионистских взглядов. С 1935 года член кружка русско-еврейской интеллигенции (с 1937 года — Объединения русско-еврейской интеллигенции), в 1938 член комитета Объединения русско-еврейской интеллигенции. Автор воспоминаний о Л. Н. Толстом, работ по истории трудовой партии.
В эмиграции вступил в русскую масонскую ложу (точная дата неизвестна).
Умер на юге Франции 2 марта 1941 года. Похоронен в Марселе.

## Семья
- Жена — Вера Владимировна (Вульфовна) Брамсон (в девичестве Бессмертная[5]; 25 сентября 1871, Витебск или Минск — 2 сентября 1952, Нью-Йорк[4][6]), сестра[источник не указан 3039 дней] журналиста Соломона Владимировича Познера (1876—1946), отца писателя В. С. Познера. Её младший брат Александр Вульфович (Владимирович) Познер (1875 — после 1941) был основателем товарищества «Григорий Вейнберг и Александр Познер, инженеры» в Санкт-Петербурге и стекольной фабрики в Каунасе (его внуки — В. В. Познер и П. В. Познер). Другой брат — статский советник, адвокат Матвей Владимирович (Мордух Вульфович) Поузнер (1869—1916), член Совета и директор Русского торгово-промышленного банка, член правлений Общества цементных заводов «Гранулит», Донецко-Грушевского общества каменноугольных и антрацитных копей, товарищества Сергинско-Уфалейских горных заводов; был женат на Розалии Рафаиловне Гоц, сестре А. Р. Гоца и М. Р. Гоца. Урна с прахом В. В. Брамсон похоронена в Марселе в могиле мужа[4][5].
  - Два сына[7].
  - Дочь[8].
- Брат — Яков Моисеевич Брамсон (1866—1936), искусствовед, редактор парижского журнала «Arts Décoratifs».
- Сестра — Шифра (Софья) (в замужестве Финкельштейн; 1868—?), была замужем за адвокатом, публицистом и общественным деятелем Озером Абрамовичем Финкельштейном.
- Сестра — Амалия-Цецилия (Малке-Цыпе) (в замужестве Капциовская; 1870—?), была замужем за Хацкелем Эльяшевичем Капциовским (1868—?).
- Брат — Абрам Моисеевич Брамсон (1871—1939), доктор медицины и еврейский общественный деятель, один из основателей Туберкулёзного института в Санкт-Петербурге (ныне — Санкт-Петербургский НИИ фтизиопульмонологии), первый учёный секретарь института и заместитель директора по учебной части[9][10].
- Брат — Александр (Зусман) Брамсон (1873—?)[11][12].
- Сестра — Елена (Хая) (в замужестве Розенблюм; 1874—1942), расстреляна немцами в ходе акции по уничтожению еврейского населения в Острове. Её муж — Яков-Элья Рувимович (Янкель-Эльяш Рувель-Йохелевич) Розенблюм (впоследствии Илья Романович Розенблюм; 1866—?), был земским врачом в Острове. Их сын — врач-терапевт Захарий (Захар) Ильич Розенблюм (1903—1990), военврач 2-го ранга, многократно подвергался арестам; научный сотрудник Военно-медицинской академии (до первого ареста в 1937 году) и НИИ кардиологии (после реабилитации)[13]. Другой сын — Анатолий Ильич Розенблюм (1900—1938), член ЦК ПСЛР, научный сотрудник отделения психологии Полтавского педагогического института, расстрелян.
- Братья-близнецы — Тимофей (Тувье) (1876—1942, погиб в Вильнюсском гетто), юрист, и Эммануил (Мендель) Брамсоны (1876—?)[14].
- Брат — Ефим (Хаим) Брамсон (1879—?), провизор.

### Рекомендуемые источники
- 60-летие Л. М. Брамсона // Руль.— Берлин, 1929.— 1 мая (№ 2562).— С. 3.
- Бессарабское слово (Кишинёв), 1929, 5 мая, № 1564 (к 60-летию Л. М. Брамсона)
- Памяти ушедших / Ред. // Новый журнал.— Нью-Йорк, 1942.— № 1.— С. 379—380.
- Русские новости (Париж), 1945, 18 мая, № 1
- Скончалась В. М. Брамсон // Новое русское слово.— Нью-Йорк, 1952.— 4 сентября (№ 14740).— С. 3.
- Похороны В. М. Брамсон // Новое русское слово.— Нью-Йорк, 1952.— 6 сентября (№ 14742).— С. 3.
- И. Т-цкий [Троцкий И.] ОРТ чтит память своих лидеров // Новое русское слово.— Нью-Йорк, 1961.— 23 марта (№ 17545).— С. 3.